# 阿尔戈特·勒恩
阿尔戈特·勒恩（瑞典語：Algot Lönn，1887年12月18日—1953年4月3日），瑞典男子自行车运动员。他曾代表瑞典参加1912年夏季奥林匹克运动会自行车比赛，获得男子团体公路赛金牌。